# Tarawera Cascades
Die Tarawera Cascades sind ein Wasserfall im Rotorua Lakes District in der Region Bay of Plenty auf der Nordinsel Neuseelands. Er liegt im Lauf des Tarawera River etwa auf der Hälfte der Strecke zwischen dem Lake Tarawera und den Tarawera Falls. Seine Fallhöhe beträgt rund 7 Meter.
Von der Ortschaft Kawerau führt die mautpflichtige Waterfall Road an deren Ende zu einem Parkplatz. Hier beginnt der Tarawera Falls Track, der in 20 Minuten zu den Tarawera Falls und weiteren 10 Minuten zu den Tarawera Cascades leitet.